# (13184) Augeias
(13184) Augeias ist ein Asteroid aus der Gruppe der Jupiter-Trojaner. Damit werden Asteroiden bezeichnet, die auf den Lagrange-Punkten auf der Bahn des Jupiter um die Sonne laufen.
(13184) Augeias wurde am 4. Oktober 1996 vom belgischen Astronomen Eric Walter Elst am La-Silla-Observatorium der Europäischen Südsternwarte entdeckt. Er ist dem Lagrangepunkt L4 zugeordnet.
Der Asteroid ist nach dem mythologischen König Augias von Elis auf der Peloponnes benannt, dem Sohn des Helios und Vater von Agasthenes.
Der Sage nach gehörte die Reinigung seiner Viehställe zu den berühmten 12 Aufgaben des Herakles.